# Günter Ehrlich
Günter Ehrlich (* 29. Mai 1927 in Dresden; † 30. Mai 2017) war ein deutscher Chemiker. Er war Professor an der Akademie der Wissenschaften der DDR. Sein Tätigkeitsgebiet war die Analytische Chemie. Hier verfasste er mit dem Standardwerk Nachweisvermögen von Analysenverfahren, welches in mehreren Auflagen erschien, eine umfassende deutschsprachige Übersicht zur eindeutigen Interpretation von Analyseergebnissen.

## Leben
Günter Ehrlich wurde 1959 an der Technischen Universität Dresden mit einer Dissertation zum Thema Untersuchungen an chemisch hergestellten Eisen- und Eisen-Nickel-Feinstpulvern und 1973 an der Akademie der Wissenschaften der DDR in Berlin mit der Dissertation Methodische Beiträge zur Bewertung von Analysenverfahren und zur Erhöhung des Informationsgehaltes analytischer Aussagen bei Gehaltsbestimmungen promoviert. 1956 wirkte er beratend an der Filmproduktion Tod der Metalle? mit. 1979 wurde er Honorardozent der TU Dresden. 1981 folgte seine Ernennung zum Professor der Akademie der Wissenschaften der DDR. Von 1958 bis 1990 war er als Abteilungsleiter am Zentralinstitut für Festkörperphysik und Werkstofforschung tätig.
Günter Ehrlich starb 2017 im Alter von 90 Jahren. Die Urnenbeisetzung erfolgte am 15. Juni 2017 auf dem Nordfriedhof in Dresden.

## Publikationen (Auswahl)
- Günter Ehrlich, Klaus Danzer: Nachweisvermögen von Analysenverfahren. Springer-Verlag, Berlin, Heidelberg 2006, ISBN 3-540-28434-6 (eingeschränkte Vorschau in der Google-Buchsuche).
- Friedrich Eisenkolb, Günter Ehrlich: Über die Wasserstoffaufnahme austenitischer Stähle bei kathodischer Beladung. In: Archiv für das Eisenhüttenwesen. Band 25, Nr. 3/4, 1954, S. 187, doi:10.1002/srin.195401511.
- Günter Ehrlich, Klaus Friedrich, Rolf Kucharkowski, Rudi Stahlberg: Zur Bewertung quantitativer chemischer Analysen — Zufallsfehler, systematischer Fehler, Gesamtfehler. In: Zeitschrift für Chemie. Band 24, Nr. 6, 1984, S. 204, doi:10.1002/zfch.19840240603.
- Günter Ehrlich, Werner Kluge: Characterization of the chemical homogeneity of solids affected with periodical concentration fluctuations using the statistics of stochastic processes. In: Microchimica Acta. Band 97, Nr. 3, 1989, S. 145–158, doi:10.1007/BF01242461.
- Günter Ehrlich, Rainer Gerbatsch: Untersuchungen zur Anwendung des Eichzusatzverfahrens. In: Fresenius’ Zeitschrift für Analytische Chemie. Band 209, Nr. 1, 1965, S. 35–46, doi:10.1007/BF00508737.
- Günter Ehrlich, Thomas Nestler, Rainer Voigtmann, Willi Moldenhauer: Objective comparison of concentration profiles in solids by means of mathematical statistics. In: Microchimica Acta. Band 98, Nr. 4, 1989, S. 249–258, doi:10.1007/BF01244601.
- Volker Liebich, Günter Ehrlich: Multivariate comparison of concentration profiles in materials analysis. In: Microchimica Acta. Band 98, Nr. 1, 1989, S. 39–48, doi:10.1007/BF01244515.